# Philipp Frank
Philipp Frank (20 mars 1884 à Vienne, Autriche - 21 juillet 1966 à Cambridge, Massachusetts, États-Unis) est un physicien, mathématicien et philosophe autrichien. Membre du Cercle de Vienne, il était un empiriste logique.

## Biographie
Frank est né le 20 mars 1884 à Vienne en Autriche. Il étudie la physique à l'université de Vienne où il obtient son doctorat en 1907,  sous la supervision de Ludwig Boltzmann, en défendant une thèse sur la physique théorique. Albert Einstein le recommande comme son successeur pour une position de professeur à l'université Charles de Prague, poste qu'il occupe de 1912 à 1938. Il émigre ensuite aux États-Unis, où il occupe un poste de chargé d'enseignement en physique et en mathématiques à l'université Harvard. 
Frank s'est énormément consacré à la physique mathématique : calcul des variations, séries de Fourier, analyse fonctionnelle, optique géométrique, mécanique ondulatoire et relativité restreinte. Dans ce dernier domaine, il tenta en 1910 avec Hermann Rothe de rattacher les transformations de Lorentz à la théorie des groupes et de la détacher du principe d'invariance de la vitesse de la lumière.
Lors de ses cours à Harvard pendant la Seconde Guerre mondiale, Frank a attribué à Mach l'expression imagée du principe de Mach : « Quand le métro fait un saut, ce sont les étoiles fixes qui vous jettent par terre. » En discutant de cette métaphore, Frank a fait remarquer que Mach a porté son choix sur le métro car cela montre que les effets de l'inertie ne sont pas masqués (par la masse de la Terre) : l'action des masses à distance sur la masse du voyageur dans le métro est directe et instantanée. Cette hypothèse est invalidée par le principe de relativité d'Albert Einstein qui stipule que les actions à distance ne peuvent être transmises plus rapidement que la vitesse de la lumière dans le vide.
Frank est mort le 21 juillet 1966 à Cambridge au Massachusetts, États-Unis.
Lors de ses études à Harvard, l'astronome Halton Arp admirait les classes de Philosophy of Science (« Philosophie des sciences ») de Frank.

## Publications
Il s'agit d'une liste incomplète.
- Le principe de causalité et ses limites, Flammarion, Bibliothèque de philosophie scientifique (1937)
- Philosophy of Science, Prentice Hall (1957)
- Einstein : sa vie et son temps [« Einstein : his life and times »]  (trad. de l'anglais par André George), Paris, Albin Michel, coll. « Les savants et le monde », 1950, 437 p. (BNF 32126173)
- Foundations of Physics
- « Que représentent les théories physiques contemporaines pour la théorie générale de la connaissance? », trad. fr. Pierre Wagner, in Christian Bonnet et Pierre Wagner, éd., L'Âge d'or de l'empirisme logique, Paris, Gallimard, 2006, p. 89-126.